# Премія Лаланда

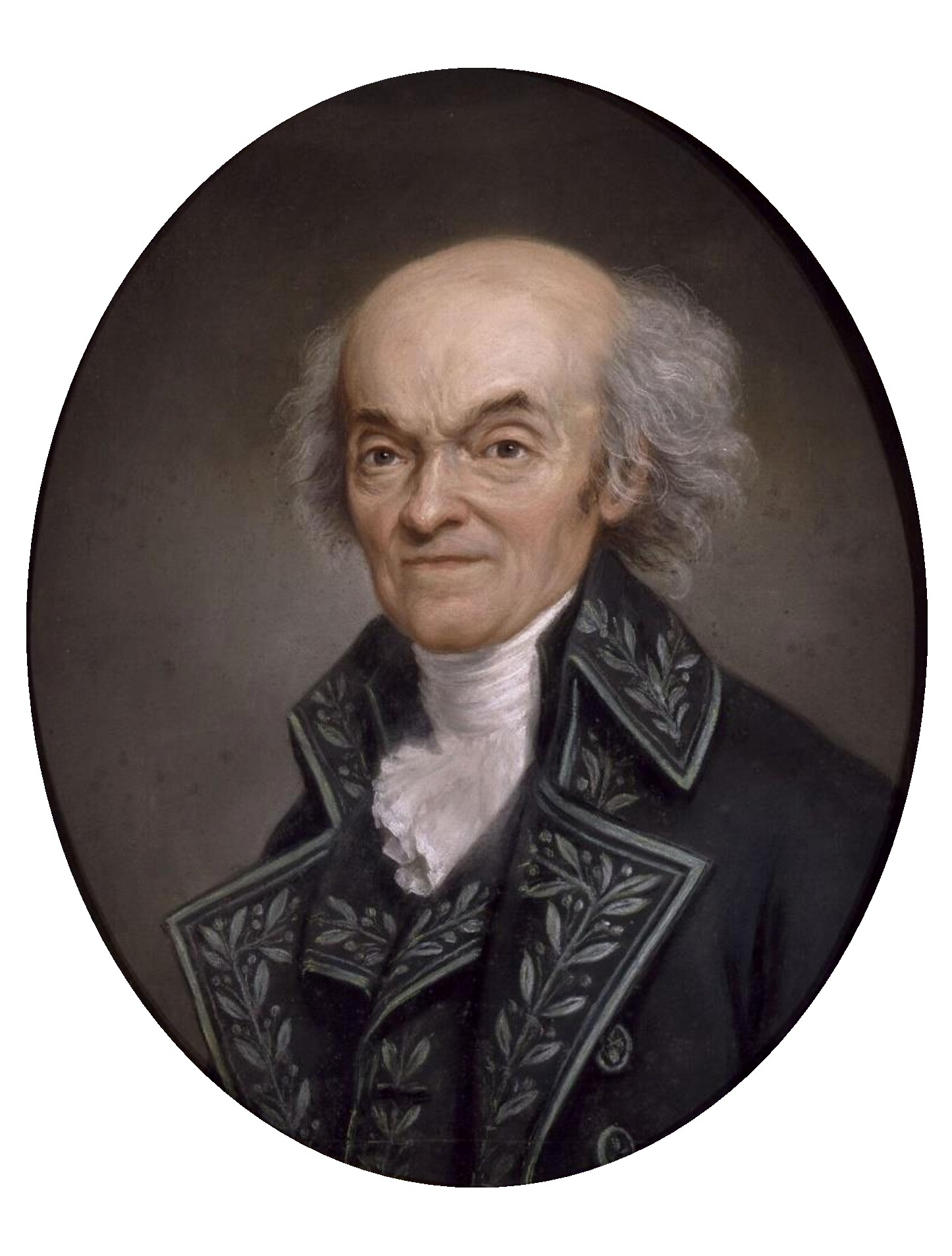
Жером Лаланд

Премія Лаланда (фр. Prix Lalande) — премія, яку з 1802 по 1970 рік Французька академія наук вручала за внесок у розвиток астрономії. Премія мала ім'я французького астронома і математика Жозефа Жерома Лефрансуа де Лаланда. 1970 року була об'єднана з премією Вальца. Кошти Фонду Лаланда-Вальца у 1997 році були використані при заснуванні Великої медалі Французької академії наук.

## Нагороджені премією Лаланда
Наведено неповний список нагороджених:
- 1803: Джузеппе Піацці
- 1804: Карл Людвіг Гардінг
- 1810: Карл Фрідріх Гаусс
- 1811: Фрідріх-Вільгельм Бессель
- 1817: Джон Понд[en]
- 1818: Жан-Луї Понс
- 1825: Джон Гершель, Джеймс Саут
- 1834: Джордж Бідделл Ері
- 1835: Джеймс Данлоп, Палон Генріх Людвіг Богуславський[en]
- 1839: Йоганн Готфрід Ґалле
- 1840: Карл Бремікер[en]
- 1841: не присуджували
- 1842: не присуджували
- 1844: Ерве Фай
- 1844: Франческо де Віко[en], Генріх Луї д'Аррест
- 1847: Карл Людвиг Генке, Джон Рассел Гайнд
- 1851: Джон Рассел Гайнд, Аннібале де Гаспаріс
- 1852: Джон Рассел Гайнд, Аннібале де Гаспаріс, Карл Теодор Роберт Лютер, Жан Шакорнак, Герман Маєр Соломон Ґольдшмідт
- 1854: Карл Теодор Роберт Лютер, Альберт Март, Джон Рассел Гайнд, Джеймс Фергюсон, Герман Маєр Соломон Ґольдшмідт
- 1855: Жан Шакорнак, Карл Теодор Роберт Лютер, Герман Маєр Соломон Ґольдшмідт
- 1856: Жан Шакорнак, Норман Роберт Поґсон
- 1857: Герман Маєр Соломон Гольдшмідт, Карл Християн Брунс
- 1858: Жозеф Жан П'єр Лоран, Герман Маєр Соломон Ґольдшмідт, Джордж Сіерл, Горас Парнелл Таттл, Август Віннеке, Джованні Баттиста Донаті
- 1860: Карл Теодор Роберт Лютер
- 1861: Вільгельм Темпель, Карл Теодор Роберт Лютер, Герман Маєр Соломон Ґольдшмідт
- 1862: Алван Кларк
- 1864: Річард Кристофер Керрінгтон
- 1866: Воррен Де ла Рю
- 1867: Томас Маклір[en]
- 1868: Джованні Скіапареллі
- 1869: П'єр Жуль Сезар Жансен
- 1870: Вільям Гаґґінс
- 1873: Жером Ежен Коджа
- 1876: Йоганн Паліза
- 1878: Асаф Голл
- 1882: Льюїс Свіфт
- 1883: Ґійом Біґурдан
- 1888: Жозеф Боссерт[en]
- 1889: Франсуа Гоннессія[fr]
- 1891: Ґійом Біґурдан
- 1892: Едвард Емерсон Барнард
- 1893: Ліпот Шульгоф[en]
- 1894: Стефан Жавель[en]
- 1895: Моріс Хемі[en]
- 1896: П'єр Пюізьо[en]
- 1897: Чарлз Діллон Перрайн
- 1899: Вільям Роберт Брукс
- 1900: Мішель Джакобіні
- 1901: Джон М. Тоум[en]
- 1903: Вільям Воллес Кемпбелл
- 1904: Шерберн Веслі Бернгем, Вільям Роберт Брукс
- 1906: Вільям Генрі Пікерінг, Роберт Грант Ейткен, Вільям Гассі[en]
- 1908: Вільям Луїс Елкін[en]
- 1911: Льюїс Босс
- 1912: Германн Кобольд[en], Карл Вільгельм Віртц[en]
- 1913: Жан Бослер[en]
- 1914: Жозеф-Ноель Гійом (фр. Joseph-Noël Guillaume))
- 1915: Люсьен д'Азамбюжа
- 1916: Жером Ежен Коджа
- 1919: Весто Слайфер
- 1922: Генрі Норріс Расселл
- 1924: Жуль Байо[en]
- 1930: Микола Стойко
- 1950: Шарль Ференбак